# Eleonora Farina
Eleonora Farina née le 27 novembre 1990 à Trente, est une coureuse cycliste italienne, spécialiste de la descente en VTT.

## Palmarès en VTT

### Championnats du monde
- Cairns 2017
  - 4e de la descente
- Mont Sainte-Anne 2019
  - 6e de la descente
- Val di Sole 2021
  - 6e de la descente

### Coupe du monde
- Coupe du monde de descente
  - 2016 : 8e du classement général
  - 2017 : 7e du classement général
  - 2019 : 9e du classement général
  - 2020 : 6e du classement général
  - 2021 : 6e du classement général
  - 2022 : 5e du classement général
  - 2023 : 15e du classement général
  - 2024 : 12e du classement général, vainqueur d'une manche

### Championnats d'Europe
- Wisła 2015
  -  Médaillée de bronze de la descente
- Sestola 2017
  -  Championne d'Europe de descente
- Pampilhosa da Serra 2019
  - 7e de la descente
- Maribor 2021
  -  Médaillée d'argent de la descente
- Les Menuires 2023
  -  Championne d'Europe de descente

### Championnat d'Italie
- 2015
  - 2e de la descente
- 2016
  - 2e de la descente
- 2017
  -  Championne d'Italie de descente
- 2018
  -  Championne d'Italie de descente
- 2019
  -  Championne d'Italie de descente
- 2020
  -  Championne d'Italie de descente
- 2021
  - 2e de la descente

### Autres
- 2017
  - Kransjka Gora (descente)
  - Schladming (descente)
  - Biketember Festival (descente)